# La Roca (Malla)
La Roca és una masia de Malla (Osona) inclosa a l'Inventari del Patrimoni Arquitectònic de Catalunya.

## Descripció
És una masia restaurada de grans dimensions construïda aprofitant el desnivell de la roca. Té un cos rectangular orientat a migdia, cobert a dues vessants i amb un portal dovellat descentrat. Unit a aquest cos i formant angle recte n'hi ha un altre orientat a llevant que s'uneix al primer mitjançant una torre de tres pisos coberta a quatre vessants i amb badius a la part superior. A continuació, cap a l'esquerra, s'hi forma un cos de galeries a la part superior, que s'uneix a un altre més avançat, la part baixa del qual és destinada a dependències agrícoles i la superior a l'habitatge, on s'obre un porxo rústic.

## Història
La masia apareix al fogatge de 1553 de la parròquia de Sant Vicenç de Malla, habitat per MIQUL ROCHA.
Va ser reformada als segles XVI o XVII, XIX (com indica una llinda datada al 1843) i XX, l'any 1982.